# إيفان بيكر
إيفان بيكر هو سياسي كندي، ولد في 8 ديسمبر 1977 في تورونتو في كندا. حزبياً، نشط في الحزب الليبرالي في أونتاريو ‏. وقد انتخب عضو برلمان مقاطعة أونتاريو عن دائرة Etobicoke Centre (provincial electoral district) ‏ وقد انضم خلال فترته النيابية (12 يونيو 2014 – ) للكتلة البرلمانية الحزب الليبرالي في أونتاريو ‏.